# Devil May Cry 5
Devil May Cry 5 ist ein 2019 erschienenes Actionspiel von Capcom. Es ist der sechste Teil der Devil-May-Cry-Reihe und wurde für PlayStation 4, Xbox One und PC veröffentlicht.

## Handlung
Mehrere Jahre nach den Geschehnissen des Vorgängers Devil May Cry 4 arbeitet Nero bei Dantes Agentur namens „Devil May Cry“. Sein dämonischer Arm wurde von einem unbekannten Dämon abgetrennt. Er erhält eine Roboterprothese von Nico, einer erfahrenen Handwerkerin. Nero schwört Rache an dem Dämon, der ihm den Arm abgerissen hat. Später treffen sie auf den Dämonenkönig Urizen, der die Erde zerstören möchte.

## Spielprinzip
Der Spieler steuert Dante, Nero und den neuen Charakter namens V. Das Gameplay ähnelt dem der Vorgänger und konzentriert sich auf rasante „stilvolle Action“. Der Spieler bekämpft Horden von Dämonen mit einer Vielzahl von Angriffen und Waffen. Er erhält eine Stilbewertung für den Kampf, die auf mehreren Faktoren basiert, wie z. B. der Bewegungsvielfalt, der Länge einer Combo und dem Ausweichen von Angriffen. Die Musik des Spiels ändert sich basierend auf der Leistung des Spielers im Kampf. Jedes Mal, wenn der Spieler mit dem Mechaniker Nico interagiert oder eine Statue findet, kann er für jeden Charakter neue Fähigkeiten kaufen. Während es drei spielbare Charaktere gibt, zwingt das Spiel den Spieler, nur einen pro Mission zu verwenden. Wie frühere Spiele verfügt dieser Titel über einen Bloody Palace-Modus, in dem Spieler mehreren Arten von Dämonen in einem einzigen Bereich begegnen können. Außerdem gibt es einen Shop, in dem man seine Waffen und Fähigkeiten verbessern kann.

## Rezeption
Das Spiel erhielt laut Metacritic auf allen Plattformen „positive Kritiken“. Das Gameplay und die Charaktere wurden gelobt. PC Gamer UK bezeichnete es als „eines der besten Spiele über das Verprügeln von Dämonen, die jemals gemacht wurden“. Der Kritiker genoss die Kampfstile der Charaktere und wie das Ausführen verschiedener Techniken den Spieler für seine Originalität im Kampf belohnt wird. USgamer fand es eine der stärksten Fortsetzungen der Serie. Sie stellten fest, dass der Neustart von Ninja Theory zwar Spaß machte, aber Devil May Cry 5 dem Kern der Serie treu blieb, wenn es um die Spielmechanik und den Umgang mit den Charakteren ging.
VideoGamer.com lobte sein Gameplay und seinen Weltaufbaustil – insbesondere seinen Umgang mit der auf London basierenden Umgebung. The Guardian gab dem Spiel eine gute Punktzahl. Dem Rezensenten gefiel, wie Neulinge in kurzer Zeit leicht lernen können, wie man mit dem eleganten System Punkte erzielt, und stellte fest, dass sie auch die Taktiken der Feinde verstehen müssen, um sie und die Bosse zu schlagen. Destructoid genoss die vielfältigen Arten von Feinden und Bosskämpfen und stellte fest, dass Capcom auf die Kritik an Devil May Cry 4 reagiert hatte, indem es dem Spieler mehrere Schwierigkeitsgrade zur Verfügung stellte.